# ジェノア会議
ジェノア会議は、イタリアのジェノヴァ（英語読みでジェノア）において1922年4月10日から5月19日にかけて開催された国際会議である。この会議では、34カ国の代表者が集まって第一次世界大戦後の貨幣経済について話し合った。会議の目的は、中央ヨーロッパと東ヨーロッパを再建する戦略をまとめ、また、ヨーロッパの資本主義経済と新ロシアの共産主義経済との間の調整を行うことであった（ゲオルギー・チチェーリン）。また、最初のソビエト代表の一員としてナリマン・ナリマノフがジェノア会議に参加した。

## 概説
この会議では、参加国の中央銀行が部分的には金本位制に復帰するという提案も決議された。当時、金本位制は、戦費をまかなう紙幣を発行するために停止されていた。しかし中央銀行は、金の裏づけがある経済の方が貿易の障壁は減り経済は安定すると考えており、その現実的な方法として、金を金庫室に保管して維持したまま日々の取引を金と交換できる印刷紙幣で行う方法での金本位制を望んでいた
部分的に金本位制に復帰する方法として、中央銀行に対して、保有通貨の一部を自身が直接金貨と交換できる通貨とすることが認められた。ただし、この新しい金本位制（金地金本位制、戦間期金本位制）では、かつての金本位制で主流だった金貨本位制と違い、国民は紙幣を両替して金貨を受け取ることはできなかった。
金地金本位制を取り入れたイギリスや他のヨーロッパ諸国で、国民は、紙幣を大きな金地金に交換することだけができるようになった。地金は日々の取引に使うには不向きだったが、金庫に金として保管したい、という望みだけはかなえることができるようになった。

## 参考資料
- Encyclopædia Britannica - http://www.britannica.com/eb/article-9000832
- The Stability of the Inter-war Gold Exchange Standard - http://mauricio.econ.ubc.ca/pdfs/kirsten.pdf
- Ludwig Von Mises Institute - http://www.mises.org/money/4s3.asp
- PAMP - http://www.pamp.com/gold_c/Info_site/in_glos/in_glos_goldexstd.html